# يبوسيون
اليبوسيون (بالإنجليزية: Jebusites؛ بالعبرية: יְבוּסִי، يُلفظ: يِڤوسي)، هي قبيلة كنعانية سامية استوطنت مدينة القدس، التي كانت تُعرف في العصور الكنعانية باسم "يبوس" (بالعبرية: יְבוּס، وتعني "المكان المداس"). يُنسب إليهم تأسيس المدينة وبناؤها بقيادة ملكهم "ملكي صادق"، وقد أطلقوا عليها أيضًا اسم "شاليم"، وهو اسم لإله السلام الكنعاني، ومنه اشتُق لاحقًا اسم "أورشالم" بمعنى "جبل السلام".
ورد ذكر اليبوسيين في عدة مواضع من الكتاب المقدس العبري، منها أسفار يشوع وصموئيل، التي تشير إلى أنهم كانوا يسكنون المدينة قبل أن يستولي عليها الملك داود حوالي عام 1003 قبل الميلاد وفقًا للتسلسل الزمني التوراتي. إلا أن غالبية الباحثين المعاصرين يشككون في القيمة التاريخية لسفر يشوع، ويرون أنه يعكس تصورات لاحقة أكثر من كونه سجلًا دقيقًا للأحداث.
تفيد بعض النصوص، مثل سفر القضاة (1:21)، أن بني إسرائيل لم يطردوا اليبوسيين بالكامل من القدس، بل عاشوا معهم فيها لبعض الوقت، بينما تشير روايات أخرى إلى أن داود استولى على المدينة وطرد سكانها الأصليين، وحصّنها وشيد فيها الهيكل. بعد ذلك، تلاشى ذكر اليبوسيين في المصادر التاريخية، ويُرجح أنهم تشتتوا في مناطق مختلفة من بلاد الشام.